# Трубачеевка
Трубачеевка — деревня в составе сельского поселения Жаворонковское Одинцовского муниципального района в Московской области. Население — 339 чел. (2010).

## История
Посёлок Трубачеевка возник в конце XIX или начале XX века на месте существовавшей ранее деревни Трубицына. Исторически первой возникла юго-восточная часть Трубачеевки. В 1950-х годах посёлок стал активно застраиваться дачами. В 2004 году получил статус деревни.

## География
Трубачеевка располагается в 31 км к западу от центра Москвы и в 7 км к западу от центра Одинцова. По северной границе деревни проходят Можайское шоссе и Смоленское (Белорусское) направление Московской железной дороги. С востока к Трубачеевке примыкают деревня Крюково и СНТ «Заря». С западной стороны к деревне примыкает территория некоммерческого партнёрства «Здравница», застроенная коттеджами и формально относящаяся к Трубачеевке. С юга к Трубачеевке подходит лесной массив. По юго-восточной и восточной границам деревни протекает река Ликова, исток которой находится в лесу к югу от Трубачеевки.
Высота центра над уровнем моря 209 м.

## Население
По Всесоюзной переписи 17 декабря 1926 года числилось 15 хозяйств и 39 жителей, по переписи 1989 года — 159 хозяйств и 291 житель.
В летний период население увеличивается в несколько раз за счёт дачников.
| 2002 | 2006 | 2010 |
| ---- | ---- | ---- |
| 194  | →194 | ↗339 |

## Экономика
Промышленных предприятий в Трубачеевке нет. Имеется магазин. 
На территории некоммерческого партнёрства "Здравница" имеются два магазина, автосервис, автомойка, салон красоты.

## Образование
На территории некоммерческого партнёрства "Здравница" имеется частный детский сад.

## Социальная защита
На территории некоммерческого партнёрства "Здравница" имеется частный пансионат для пожилых людей.

## Спорт
На территории некоммерческого партнёрства "Здравница" имеется открытый спортивный комплекс, включающий футбольное поле и хоккейную площадку.

## Транспорт

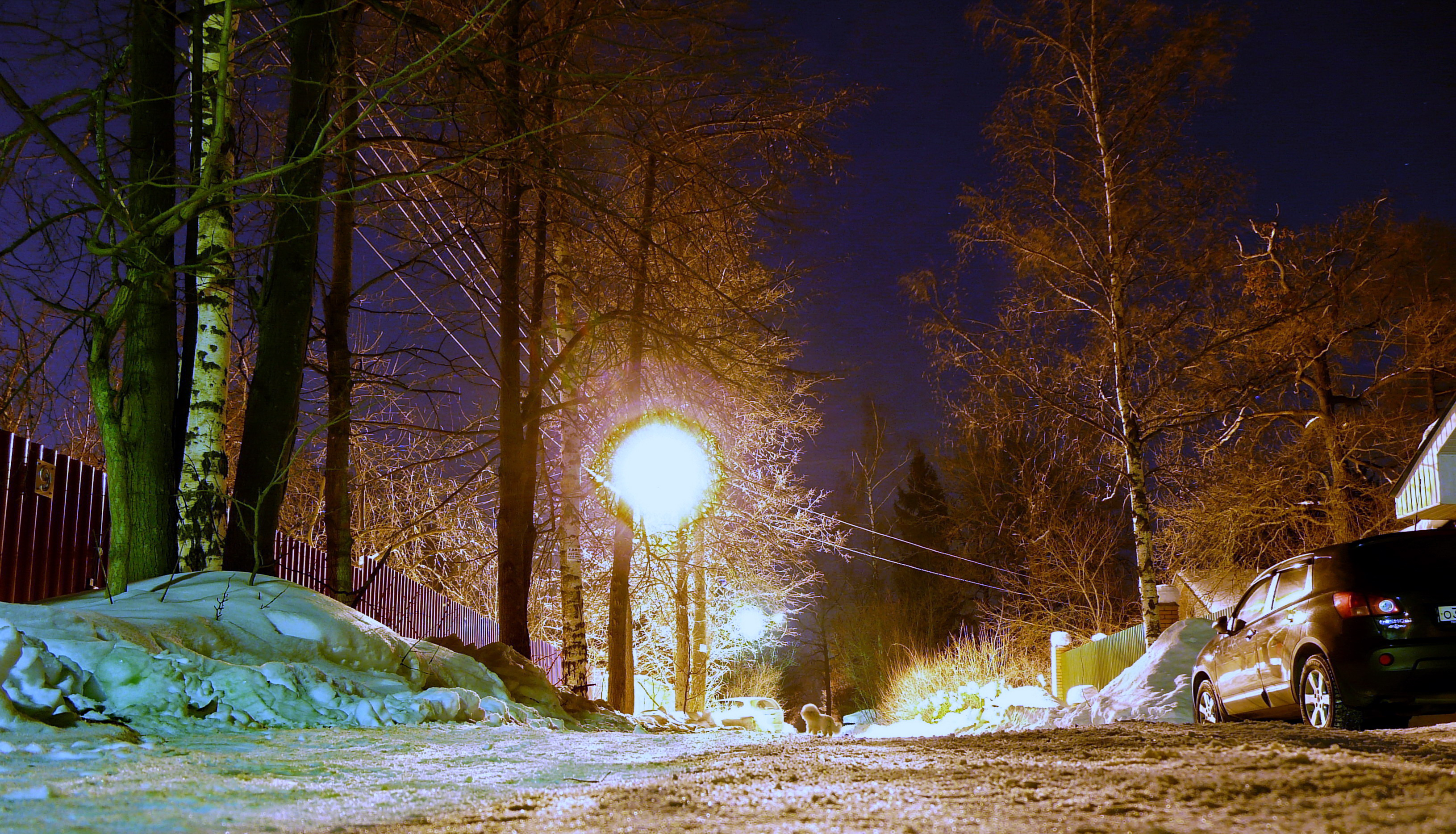
Улица в Трубачеевке в вечернее время

Трубачеевка расположена на южной стороне Можайского шоссе.
В 600 метрах к западу от деревни расположена пассажирская платформа Здравница Смоленского радиального направления МЖД.
Автобусное сообщение связывает Трубачеевку с городами Одинцово, Краснознаменск, Голицыно и Звенигород. Ближайшая остановка находится к северо-востоку от Трубачеевки, на территории соседней деревни Крюково.
В 2015 году на трассе Можайского шоссе построен путепровод через железную дорогу.

## Архитектура
Трубачеевка застроена частными домами и дачами, как старой постройки, так и современными.